# The Ronettes

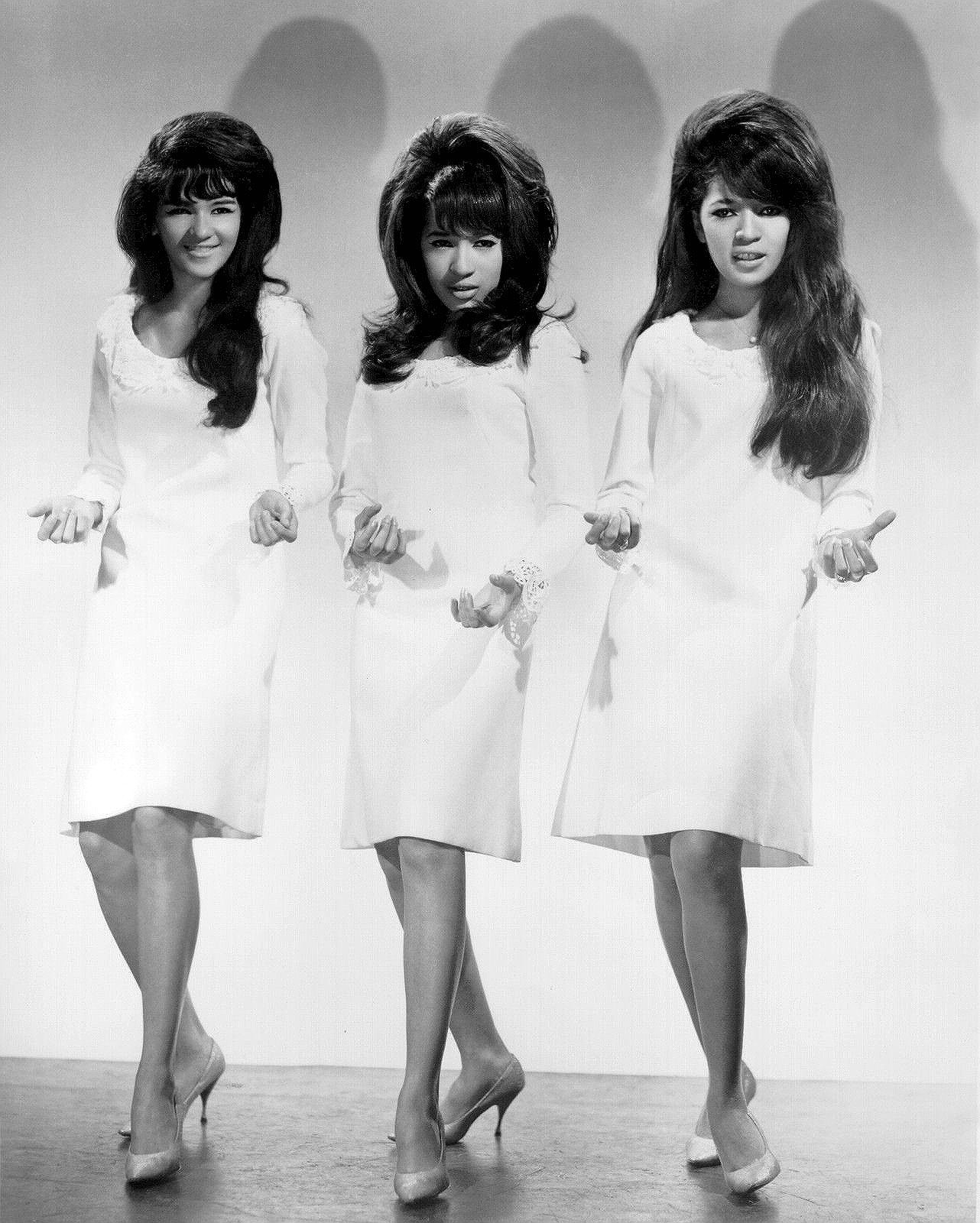
The Ronettes 1966

The Ronettes was een meidengroep uit New York bestaande uit de zusjes  Veronica 'Ronnie' Bennett (New York, 10 augustus 1943 - 12 januari 2022) en Estelle Bennett (New York, 22 juli 1941 - Englewood (New Jersey) - 11 februari 2009) en hun nichtje Nedra Talley (New York, 27 januari 1946).
De groep had in de vroege jaren zestig van de 20e eeuw een reeks hits, waarvan de bekendste zijn: Be My Baby (1963), Baby, I Love You (1963), Sleigh ride (1963), Do I Love You (1964) en Walking in the Rain (1964).

## Carrière
De groep begon in de huiselijke kring met optredens voor familie en bestond oorspronkelijk uit vijf nichten en één neef. Na een eerste optreden voor een groter publiek in 1959 bleven alleen Ronnie, Estelle en Nedra over. Ze noemden zich The Darling Sisters.
De groep kwam in contact met Stu Phillips van Colpix Records, die de naam  Ronnie and the Relatives voor hen bedacht. Hun eerste singletje, I Want a Boy, werd uitgebracht in augustus 1961. In december van dat jaar volgde My Guiding Angel op het label van het zusterbedrijf May. De achterkant, I'm Gonna Quit While I'm Ahead werd in januari 1962 opnieuw uitgebracht, nu weer op Colpix en gekoppeld aan I'm on the Wagon. De bandnaam luidde nu: The Ronettes. In april 1962 bracht May Silhouettes uit, weer onder de naam The Ronettes.
In 1961 wisten The Ronettes ook een contract te bemachtigen als danseressen bij The Peppermint Lounge, een club in New York. Af en toe mochten ze daar ook zingen. Toen de club een vestiging opende in Miami, traden ze op bij de opening. Tijdens dat optreden trokken ze de aandacht van de impresario en diskjockey Murray Kaufman, alias Murray the K, die hun een contract aanbood in zijn eigen club, The Brooklyn Fox. Daar traden ze op als danseressen en achtergrondzangeressen en experimenteerden ze voor het eerst met de ‘suikerspinkapsels’ waar ze bekend om kwamen te staan.
In maart 1963 kwam nog één single uit bij May: Good Girls. De plaat was al evenmin een succes als alle voorgaande. Estelle had inmiddels al een auditie geregeld bij Phil Spector, die wel interesse in de groep had. Eigenlijk wilde hij alleen Ronnie als solo-artiest, maar haar moeder liet weten dat het de hele groep was – of niets. Hij nam de hele groep en op zijn instigatie liet Ronnies moeder Colpix en May weten dat de groep uit de showbusiness wilde stappen. Nog in maart hadden The Ronettes een contract met Spector en diens label Philles Records.
De eerste ervaringen met Spector waren teleurstellend. Ze namen Why Don't They Let Us Fall in Love? op, maar Spector weigerde het uit te brengen. Vier andere nummers die ze voor hem opnamen, liet Spector ook opnemen door The Crystals, een andere meidengroep die hij onder zijn hoede had, en werden wel uitgebracht op een lp van die groep.
Be My Baby echter, dat werd opgenomen in juli 1963, werd de maand daarop echt uitgebracht. Die plaat werd de grootste hit voor de groep en haalde de tweede plaats in de Billboard Hot 100. Ook aan de andere kant van de oceaan sloeg het nummer aan; het haalde de vierde plaats in de UK Singles Chart. De plaat was ook opmerkelijk als voorbeeld van Spectors ‘Wall of sound’-producties. Op de achtergrond zong een groot aantal mensen mee, onder wie Sonny Bono en Cher, die toen nog niet getrouwd waren.
Na het succes van Be My Baby wilde Spector zo snel mogelijk een opvolger. Het werd Baby, I Love You. Op het moment dat het liedje moest worden opgenomen, was net een tournee van de groep gepland. Spector loste dat op door Estelle en Nedra op tournee te sturen met hun nicht Elaine Mayes (die in de begintijd ook deel had uitgemaakt van de groep) en Ronnie naar de studio te halen. Met een groot aantal achtergrondzangers (onder wie alweer Sonny en Cher) en Leon Russell op piano kwam een nieuwe ‘Wall of sound’-productie tot stand. De plaat was iets minder succesvol dan zijn voorganger en kwam tot nummer 24 in de Billboard Hot 100 en nummer 11 in de UK Singles Chart.
Voor Kerstmis 1963 produceerde Spector een ‘kerstalbum’ A Christmas Gift for You. Al ‘zijn’ artiesten werkten daaraan mee. The Ronettes leverden drie liedjes. Alle artiesten zongen mee op het laatste nummer van het album, Silent Night.
In januari 1964 toerden The Ronettes door het Verenigd Koninkrijk, samen met The Rolling Stones. Tijdens die tournee leerden ze ook The Beatles kennen. Terug in de VS namen ze twee nummers op die Spector naderhand alweer niet wilde uitbrengen: Keep On Dancing en Girls Can Tell. Een beter lot was weggelegd voor (The Best Part of) Breakin' Up, dat in april 1964 werd uitgebracht. De plaat werd met een 39e plaats in de Billboard Hot 100 echter maar een matig succes.
De volgende single, Do I Love You van juni 1964, deed het iets beter met een 34e plaats (en de 35e in het Verenigd Koninkrijk). Toch bleef de groep onverminderd populair en kon ze zich, anders dan vele andere Amerikaanse artiesten, handhaven in de tijd van de Britse invasie. The Ronettes verschenen regelmatig op de televisie in shows als Shindig!, American Bandstand en Hullabaloo. In oktober 1964 verscheen de plaat die hun op een na grootste hit zou worden: Walking in the Rain, met echt klinkende geluiden van regen en onweer op de achtergrond. Het nummer haalde de 23e plaats in de Billboard Hot 100 en is later vaak opgenomen door anderen, onder wie The Walker Brothers en Jay and the Americans. De opname werd in 1965 genomineerd voor een Grammy Award wegens de geluidseffecten.
Op het eind van 1964 kwam ook het eerste album van The Ronettes uit: Presenting the Fabulous Ronettes featuring Veronica.  Het was voor het eerst dat Veronica (Ronnie) op de voorgrond werd geplaatst. Het album bevatte de hits die de groep tot dusver had gehad plus een aantal andere nummers, waaronder Chapel of Love. Dit nummer had de groep graag als single uitgebracht, maar Spector wilde dat niet en liet toe dat een andere meidengroep, The Dixie Cups, het nummer opnam en er een nummer 1-hit mee scoorde. Het album verkocht, met een 96e plaats in de Billboard Album Top 200, maar matig.
In 1965 nam de groep een groot aantal nummers op die Spector niet wilde uitbrengen. De enige singles die wel werden uitgebracht, Born to Be Together en Is This What I Get for Loving You?, kwamen niet verder dan de 52e, respectievelijk de 75e plaats in de Billboard Hot 100. De groep raakte op de achtergrond en kwam in de schaduw te staan van bijvoorbeeld The Supremes. Ronnie had inmiddels een relatie gekregen met Phil Spector. Estelle en Nedra kregen het gevoel dat ze werden achtergesteld. Dat leidde tot spanningen in de groep.
In augustus 1966 kwamen The Beatles naar de Verenigde Staten voor een tournee langs veertien steden. Ze vroegen The Ronnettes voor het voorprogramma. Spector wilde niet dat Ronnie meeging, hoewel ze dat graag had gewild, en zo gingen Estelle en Nedra met Elaine Mayes, die al eerder voor Ronnie was ingevallen, met The Beatles mee. Nedra zong solo tijdens deze tournee.
In oktober 1966 kwam de laatste single van The Ronettes uit, I Can Hear Music. Deze plaat haalde net de honderdste plaats in de Billboard Hot 100. In 1969 hadden The Beach Boys een veel grotere hit met het nummer.
Begin 1967 toerden The Ronettes, nu weer met Ronnie, door Duitsland. Toen ze waren teruggekeerd, besloten ze uit elkaar te gaan. Estelle en Nedra trouwden kort daarop en traden daarna nog maar zelden op. Ronnie trouwde in 1968 met Phil Spector.
Het huwelijk tussen Phil Spector en Ronnie (die zich nu Ronnie Spector noemde) was niet gelukkig. In haar autobiografie vertelt Ronnie dat ze niet veel meer dan een gevangene was in hun huis met 23 kamers in Californië. Van de solocarrière waarop ze gehoopt had, kwam niets. Phil weigerde daaraan mee te werken. Later mocht ze het huis niet meer uit, niet meer bellen en geen mensen meer ontvangen zonder zijn toestemming. In 1972 liep ze bij hem weg; de scheiding volgde in 1974. Ze bleef zich echter wel Ronnie Spector noemen.
Ze maakte in die tijd twee maal een plaat. You Came, You Saw, You Conquered! kwam uit in maart 1969 onder de naam van The Ronettes. Net als I Can Hear Music haalde het net de honderdste plaats in de Billboard Hot 100. Try Some, Buy Some was geschreven door George Harrison en geproduceerd door Harrison en Spector. De plaat kwam uit in april 1971 onder de naam Ronnie Spector op het Apple-label en haalde de 77e plaats in de Hot 100.
Toen Ronnie weg was bij Phil Spector, probeerde ze eerst The Ronettes nieuw leven in te blazen. Estelle en Nedra wilden niet en ze koos twee andere zangeressen: Chip Fields en Denise Edwards. De groep had geen moeite om optredens te boeken, maar de hits bleven uit. De groep bracht twee platen, Lover Lover (1973) en I Wish I Never Saw the Sunshine (1974), uit op het label Buddah Records, maar die deden niets. I Wish I Never Saw the Sunshine was overigens een van de nummers die the Ronettes in 1965 hadden opgenomen, maar die Phil Spector toen niet wilde uitbrengen.
Na korte tijd stopte Ronnie Spector weer met The Ronettes en begon ze een solocarrière. In 1982 hertrouwde ze met Jonathan Greenfield, die sindsdien als haar manager optrad. Ze maakte een paar platen, waarvan Take Me Home Tonight, een duet met Eddie Money, het meeste succes had,  en bleef optreden tot in de jaren tien van de 21e eeuw. In 1990 kwam haar autobiografie Be My Baby: How I Survived Mascara, Miniskirts and Madness, or My Life as a Fabulous Ronette uit.
In 1998 begonnen Ronnie, Estelle en Nedra een rechtszaak tegen Phil Spector over de royalty's op hun platenopnamen en het gebruik dat daarvan was gemaakt in films, tv- en radio-uitzendingen. Naar hun mening had Spector daarvan veel te weinig aan hen afgedragen. In 2002 stelde het New York Court of Appeals Phil Spector grotendeels in het gelijk. In plaats van de miljoenen die ze geëist hadden, hielden The Ronettes er uiteindelijk maar ca. $ 100.000 per persoon aan over.

## Hall of Fame
The Ronettes werden een paar maal onderscheiden. In 1999 werd de groep opgenomen in de Grammy Hall of Fame voor Be My Baby. In 2004 volgde de opname in de Vocal Group Hall of Fame en in 2010 in de People's Hall of Rock and Roll Legends.
Op 12 maart 2007 werden The Ronettes opgenomen in de Rock and Roll Hall of Fame. De ceremonie werd gehouden in het Waldorf-Astoria Hotel in New York en geleid door Keith Richards, een oude vriend van de groep. Ronnie en Nedra zongen Baby I Love You, Walking in the Rain en Be My Baby. Estelle was wel aanwezig, maar kon om medische redenen (darmkanker en schizofrenie) niet meezingen. Tricia Scotti nam voor deze keer haar plaats in. Grote afwezige bij de ceremonie was Phil Spector, die op dat moment verwikkeld was in een proces wegens doodslag.

## Discografie

### Singles
- (als Ronnie and the Relatives:) I Want a Boy / What's So Sweet About Sweet Sixteen, Colpix 601, augustus 1961.
- (als Ronnie and the Relatives:) My Guiding Angel / I'm Gonna Quit While I'm Ahead, May 111, december 1961.
- I'm Gonna Quit While I'm Ahead / I'm on the Wagon, Colpix 646, januari 1962.
- Silhouettes / You Bet I Would, May 114, april 1962.
- Good Girls / The Memory, May 138, maart 1963.
- Be My Baby / Tedesco & Pittman, Philles 116, augustus 1963.
- Baby I Love You / Miss Joan and Mr. Sam, Philles 118, december 1963.
- (The Best Part of) Breakin' Up / Big Red, Philles 120, april 1964.
- Do I Love You / Bebe and Susu, Philles 131, juni 1964.
- Walking in the Rain / How Does It Feel, Philles 123, oktober 1964.
- Born to Be Together / Blues for Baby, Philles 126, januari 1965.
- Is This What I Get for Loving You? / Oh I Love You, Philles 128, mei 1965.
- I Can Hear Music / When I Saw You, Philles 133, oktober 1966.
- You Came, You Saw, You Conquered / Oh I Love You, A&M 1040, maart 1969.
- (als Ronnie Spector & The Ronettes:) Lover, Lover / Go out and Get It, Buddah 384, 1973.
- (als Ronnie Spector & The Ronettes:) I Wish I Never Saw the Sunshine / I Wonder What He's Doing, Buddah 408, 1974.

### Albums
- Presenting the Fabulous Ronettes featuring Veronica, Philles 4006, 1964.
- The Ronettes featuring Veronica, Colpix 486, 1965.
- The Ronettes Sing Their Greatest Hits, Phil Spector International 2307 003, 1975.
- The Ronettes Sing Their Greatest Hits Vol. II, Phil Spector Records 2335 233, 1981.
- The Colpix Years (1961-1963), Murray Hill 000156, 1985.
- The Ronettes: The Early Years, Rhino R2 70524, 1991.
- The Best Of The Ronettes, ABKCO/Phil Spector Records 72122, 1992.
- The Colpix and Buddah Years, Sequel NEM CD620, 1992
- Volume 2, Philles PHLP 4012, 2010
- Be My Baby: The Very Best of the Ronettes, Phil Spector Records/Legacy 88697 61286 2, 2011

### NPO Radio 2 Top 2000
Van The Ronettes stond alleen Be My Baby in 2000 in de NPO Radio 2 Top 2000, op plek 1587.

## Trivia
- Amy Winehouse liet zich met haar "suikerspinkapsel" inspireren door de haardracht van deze groep zangeressen.
- De naam van het Deense duo The Raveonettes is geïnspireerd op The Ronettes.